# Knud Lundberg
Knud Lundberg (Copenhague, 14 de maio de 1920 - 12 de agosto de 2002) foi um futebolista dinamarquês, medalhista olímpico. 

## Carreira
Knud Lundberg fez parte do elenco medalha de bronze, nos Jogos Olímpicos de 1948.

## Ligações Externas
- Perfil olímpico